# Grannsamverkan

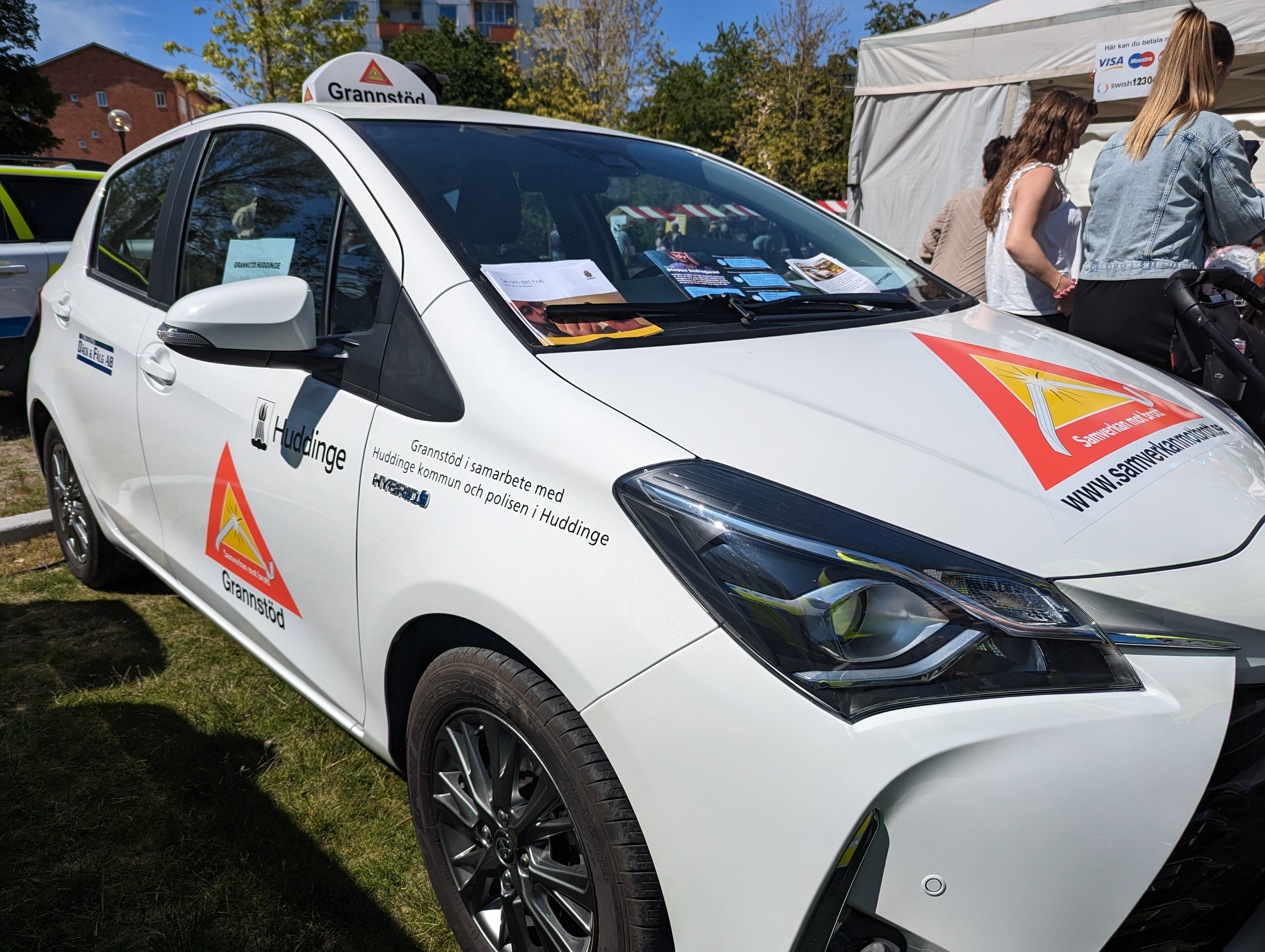
Bil från Grannsamverkan i Huddinge

Grannsamverkan är ett samlingsnamn för åtgärder som innebär att de boende i ett område bildar ett brottsförebyggande nätverk. Grannsamverkan innebär att grannar och närområde går samman och förebygger kriminalitet. Man vidtar åtgärder som bevakning, märkning av ägodelar, och rapportering brott till polisen och är vittnen.
Grannsamverkan ska inte blandas ihop med ett medborgargarde. Det är primärt polisens jobb att gripa och hantera brottslingar.
Grannsamverkan på sociala medier har ibland lett till att oskyldiga har blivit uthängda som inbrottstjuvar, att ogrundade varningar för registreringsnummer har fått spridning och att folkgrupper har förtalats.

## Sverige
Grannsamverkan skall inte blandas ihop med kommersiell bevakning (bevakning för annans räkning) vilket kräver tillstånd och är reglerat i "Lag (1974:191) om bevakningsföretag", "Förordning (1989:149) om bevakningsföretag m.m." och "RPSFS 1994:12 Rikspolisstyrelsens föreskrifter och allmänna råd till lagen (1974:191) och förordningen (1989:149) om bevakningsföretag"